# Нижній Уймон
Нижній Уймон (рос. Нижний Уймон) — село Усть-Коксинського району, Республіка Алтай Росії. Входить до складу Чендецького сільського поселення.
Населення — 171 особа (2015 рік).